# 四川羚牛
四川羚牛（学名：Budorcas taxicolor tibetana）也称藏羚牛，一种分布于中华人民共和国四川省西部的羚牛亚种。

## 分类地位
四川羚牛一般被视为羚牛（Budorcas taxicolor）的一个亚种，但是也有学者和文献将其视为独立物种。

## 形态特征
四川羚牛体长1.70～2.20米，雄性比雌性略大，肩高1.07～1.4米，体重150～350千克。四川羚牛毛发蓬松，体侧和下颚有长发，腿粗壮。身体呈浅黄灰色或稻草色，背部、腿部和臀部具有深灰色斑块。有一些身体前躯呈橘黄色、红棕色至黄色，后躯颜色更深、更灰。夏季体色以金黄色为主。